# Чертков, Алексей Александрович
Алексей Александрович Чертков (23 августа 1917, Красная Слобода, Орловская губерния — 12 октября 1993) — советский военный, государственный и политический деятель, генерал-майор.

## Биография
Родился в 1917 году в селе Красная Слобода. Член КПСС.
С 1941 года — на военной службе, общественной и политической работе. В 1941—1973 гг. — участник Великой Отечественной войны, командир авиазвена 4-й истребительной авиабригады, командир звена 517-го истребительного авиаполка, заместитель командира авиаэскадрильи 282-й авиадивизии, штурман 127-го истребительного авиаполка, штурман, заместитель командира 610-го истребительного авиаполка 296-й истребительной авиадивизии, командир 1-й истребительной Берлинской авиадивизии, начальник летной службы ГосНИИ № 6 ВВС, начальник Липецкого авиацентра, заместитель командующего авиации Северной группы войск, заместитель начальника кафедры тактики и истории военного искусства ВВИА им. Жуковского.
Делегат XXII съезда КПСС.
Умер в 1993 году.